# Diecéze Axomis
Diecéze Axomis je titulární diecéze římskokatolické církve.

## Historie
Axomis, je církevní jméno starověkého města Aksúm, hlavního města Aksumského království. Bylo to první království podle tradice, které konvertovalo ke křesťanství. Aksúm, bylo metropolitní sídlo a církevní matka Etiopské pravoslavné církve.
Dnes je využívána jako titulární biskupské sídlo. Do roku 1925 to bylo titulární arcibiskupské sídlo. V současnosti je bez titulárního biskupa.

## Seznam biskupů
- Svatý Frumentius (4. století)
  - Teofil (zmíněn roku 356) (ariánský biskup)
- Svatý Kosma
- Svatý Alexandr
- Svatý Bartoloměj
- Svatý Jan
- Svatý Jakub

## Seznam titulárních biskupů
- 1902–1907 George Thomas Montgomery
- 1907–1908 Bartolomeo Mirra
- 1909–1910 Joaquim Silvério de Souza
- 1910–1916 Antonio Maria Bonito
- 1920–1935 Wolfgang Radnai
- 1936–1939 Joseph-François-Marie Julliot
- 1940–1946 Pietro Ossola
- 1946–1948 Giovanni Urbani
- 1949–1956 Charles Herman Helmsing
- 1956–1967 Joseph Bernard Brunini